# Nova Blast
Nova Blast è un videogioco sparatutto a scorrimento fantascientifico, in parte simile a Defender, pubblicato dalla Imagic nel 1983 per le console ColecoVision e Intellivision e nel 1984 per il computer Commodore 64.
Una conversione non ufficiale per PC Engine intitolata Hypernova Blast uscì nel 2014 per il retrogaming.

## Modalità di gioco
Il giocatore controlla la navicella Nova 1 sopra la superficie del pianeta acquatico Hydron, dove sorgono quattro città protette da cupole che devono essere difese.
La visuale è laterale con scorrimento parallattico in orizzontale in entrambi i sensi. L'area di gioco è ciclica (scorrendo a lungo in una direzione ci si ritrova al punto di partenza) e la situazione globale è mostrata in un piccolo radar alla base dello schermo.
La Nova 1 può volare in tutte le direzioni, con necessità di accelerazione e decelerazione nei movimenti orizzontali. Può sparare con il laser in orizzontale per abbattere i velivoli e i razzi nemici, e sganciare bombe verso il basso contro i bersagli di superficie.
I nemici attaccano in 8 tipi di ondate che si ripetono ciclicamente sempre più difficili. Le navicelle nemiche non sparano, ma sono pericolose al contatto; tendono ad avvicinarsi progressivamente alle città, per gettarsi infine contro di esse. Al primo scontro subìto la città perde la cupola protettiva, al secondo viene distrutta.
I nemici di superficie sono i Water Walker ("camminatori acquatici"), in grado di sparare razzi contro la Nova 1 e distruggere le città direttamente se le raggiungono.
La partita termina se si perdono tutte le città o se viene distrutta la Nova 1, che ha energia per sopportare diversi colpi o scontri, ma ha una vita sola. L'energia può essere ricaricata tramite un raggio, sostando sopra le apposite stazioni sparse sulla superficie. Se la Nova 1 ha ancora molta energia, può spenderne gran parte per rigenerare temporaneamente la cupola a una città che l'ha persa. Le città distrutte vengono rigenerate solo dopo un certo numero di livelli.